# Павлівська сільська рада (Генічеський район)
Па́влівська сільська́ ра́да — адміністративно-територіальна одиниця та орган місцевого самоврядування в Генічеському районі Херсонської області. Адміністративний центр — село Павлівка.

## Історія
05.02.1965 Указом Президії Верховної Ради Української РСР передано Павлівську сільраду Іванівського району до складу Генічеського району.

## Загальні відомості
- Територія ради: 85,831 км²
- Населення ради: 1 916 осіб (станом на 2001 рік)

## Населені пункти
Сільській раді підпорядковані населені пункти:
- с. Павлівка

## Склад ради
Рада складається з 16 депутатів та голови.
- Голова ради: Бессонов Петро Васильович
- Секретар ради: Білецька Лілія Вікторівна

### Керівний склад попередніх скликань
| Прізвище, ім'я, по батькові | Основні відомості                                                         | Дата обрання | Дата звільнення |
| --------------------------- | ------------------------------------------------------------------------- | ------------ | --------------- |
| Бессонов Петро Васильович   | Сільський голова, 1955 року народження, освіта вища, безпартійний         | 26.03.2006   | 31.10.2010      |
| Бессонов Петро Васильович   | Сільський голова, 1955 року народження, освіта вища, член Партії регіонів | 31.10.2010   |                 |

Примітка: таблиця складена за даними сайту Верховної Ради України

### Депутати
За результатами місцевих виборів 2010 року депутатами ради стали:

#### За суб'єктами висування
| Суб'єкт висування                                       | Кількість обраних депутатів | %    |
| ------------------------------------------------------- | --------------------------- | ---- |
| Партія регіонів                                         | 12                          | 75   |
| Політична партія Всеукраїнське об'єднання «Батьківщина» | 3                           | 18,8 |
| Народна партія                                          | 1                           | 6,3  |

#### За округами
| № округу                                                | Прізвище, ім'я, по батькові      | Дата визнання обраним | Освіта  | Партійна приналежність                        | Відомості про обраного депутата                          |
| ------------------------------------------------------- | -------------------------------- | --------------------- | ------- | --------------------------------------------- | -------------------------------------------------------- |
| Народна Партія                                          |                                  |                       |         |                                               |                                                          |
| 14                                                      | Крупенко Олена Федорівна         | 05.11.2010            | вища    | позапартійна                                  | Павлівська загальноосвітня школа, вчитель                |
| Партія регіонів                                         |                                  |                       |         |                                               |                                                          |
| 1                                                       | Яценко Валентина Іванівна        | 05.11.2010            | середня | позапартійна                                  | тимчасово не працює                                      |
| 2                                                       | Косяк Любов Василівна            | 05.11.2010            | вища    | член Партії регіонів                          | Павлівська сільська рада, спеціаліст із земельних питань |
| 4                                                       | Сердюк Василь Миколайович        | 05.11.2010            | вища    | член Партії регіонів                          | тимчасово не працює                                      |
| 5                                                       | Назаренко Сергій Петрович        | 05.11.2010            | вища    | позапартійний                                 | тимчасово не працює                                      |
| 6                                                       | Білецька Лілія Вікторівна        | 05.11.2010            | вища    | член Партії регіонів                          | Павлівська сільська рада, секретар                       |
| 7                                                       | Поляков Юрій Володимирович       | 05.11.2010            | середня | позапартійний                                 | приватний підприємець                                    |
| 8                                                       | Стефанюк Галина Іванівна         | 05.11.2010            | вища    | член Партії регіонів                          | ТОВ «Агро-Спідружність», бухгалтер                       |
| 9                                                       | Правосуд Євген Олександрович     | 05.11.2010            | середня | позапартійний                                 | ТОВ «Агро-Співдружність», виконавчий директор            |
| 10                                                      | Чуров Валентин Петрович          | 05.11.2010            | середня | член Партії регіонів                          | ТОВ «Агро-Співдружність», охоронник                      |
| 11                                                      | Мозольов Сергій Станіславович    | 05.11.2010            | середня | член Партії регіонів                          | тимчасово не працює                                      |
| 13                                                      | Ковальчук Валерій Йосипович      | 05.11.2010            | середня | член Партії регіонів                          | ТОВ «Агро-Співдружність», водій                          |
| 16                                                      | Дудка Валентина Іванівна         | 05.11.2010            | вища    | позапартійна                                  | Павлівська загальноосвітня школа, вчитель                |
| Політична партія Всеукраїнське об'єднання «Батьківщина» |                                  |                       |         |                                               |                                                          |
| 3                                                       | Колєсникова Тетяна Володимирівна | 05.11.2010            | вища    | член Всеукраїнського об'єднання «Батьківщина» | тимчасово не працює                                      |
| 12                                                      | Бондар Катерина Дмитрівна        | 05.11.2010            | вища    | член Всеукраїнського об'єднання «Батьківщина» | Відділення зв'язку, начальник                            |
| 15                                                      | Альохіна Галина Вікторівна       | 05.11.2010            | середня | позапартійна                                  | тимчасово не працює                                      |